# 奇韦扎
奇韦扎（義大利語：Civezza），是意大利因佩里亚省的一个市镇。总面积3.83平方公里，人口628人，人口密度164.0人/平方公里（2009年）。ISTAT代码为008022。